# جوائز فيسبوك فوتبول
جوائز فيسبوك فوتبول تم الإعلان عن الجوائز في أبريل 2015 - كانت الجوائز في البداية مخصصة للدوري الإنجليزي الممتاز فقط. في عام 2016 ، تم الإعلان عن أن الجوائز سوف توزع للعديد من الدوريات حول أوروبا. هذه الجوائز مرتبطة بفيسبوك، مع جوائز الدوري الإسباني المرتبطة بماركا.

## الفائزون في 2015
في عام 2015 مُنحت الجوائز للدوري الإنجليزي الممتاز فقط.

### الدوري الإنجليزي
- أفضل لاعب في العام: أليكسيس سانشيز[3]
- أفضل مدرب في العام: أرسين فينغر

## الفائزون في 2016

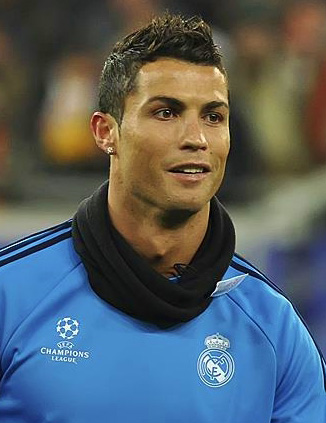
كريستيانو رونالدو أفضل لاعب ومهاجم في الدوري الإسباني لعام 2016.

### الدوري الإسباني
- أفضل لاعب في العام: كريستيانو رونالدو[4]
- أفضل مهاجم: كريستيانو رونالدو[4]
- أفضل مدافع: مارسيلو[4]
- أفضل وسط: لوكا مودريتش[4]
- أفضل حارس: كيلور نافاس[4]
- أفضل هدف: خاميس رودريغيز[4]
- أفضل مدرب: دييغو سيميوني[4]
- أفضل جمهور: جمهور ريال مدريد[4]

### الدوري الإنجليزي
- أفضل لاعب في العام: رياض محرز[5]
- أفضل لاعب شاب في العام: أنتوني مارسيال[6]
- أفضل مدرب في العام: كلاوديو رانييري

| المركز | اللاعب           | المنتخب   | النادي          |
| ------ | ---------------- | --------- | --------------- |
| حارس   | دافيد دي خيا     | إسبانيا   | مانشستر يونايتد |
| مدافع  | هيكتور بيليرين   | إسبانيا   | أرسنال          |
| مدافع  | كريس سمولينغ     | إنجلترا   | مانشستر يونايتد |
| مدافع  | روبرت هوت        | ألمانيا   | ليستر سيتي      |
| مدافع  | توبي ألدرفايريلد | بلجيكا    | توتنهام هوتسبير |
| وسط    | رياض محرز        | الجزائر   | ليستر سيتي      |
| وسط    | ديلي ألي         | إنجلترا   | توتنهام هوتسبير |
| وسط    | ديميتري باييت    | فرنسا     | وست هام يونايتد |
| مهاجم  | جيمي فاردي       | إنجلترا   | ليستر سيتي      |
| مهاجم  | هاري كين         | إنجلترا   | توتنهام هوتسبير |
| مهاجم  | سيرخيو أغويرو    | الأرجنتين | مانشستر سيتي    |

المصدر:

### الدوري الألماني
- أفضل لاعب في العام: بيير إيميريك أوباميانغ
- أفضل لاعب قادم في العام: يوليان فايغل
- أفضل مدرب: بيب غوارديولا

## وصلات خارجية
- Facebook Media
- النتائج الرسمية من قبل ماركا